# István Hircsák
István Hirsák (znan i kao Csák) (18. veljače 1915. – 1976.), je bivši mađarski hokejaš na travi i hokejaš na ledu. 
Na hokejaškom turniru na ljetnjim Olimpijskim igrama 1936. u Berlinu je igrao za Mađarsku. Mađarska je ispala u 1. krugu, s jednom pobjedom i dva poraza je bila predzadnja, treća u skupini "A". Odigrao je tri susreta na mjestu vratara.
Te 1936. je igrao za klub hokeja na travi Magyar Athlétikai Club.
Na turniru u hokeju na ledu na zimskim Olimpijskim igrama 1936. u Garmisch-Partenkirchenu je igrao za Mađarsku. Mađarska je ispala u 2. krugu. Odigrao je šest susreta na mjestu vratara.

## Vanjske poveznice
- Profil na Sports Reference.com  Arhivirana inačica izvorne stranice od 19. svibnja 2011. (Wayback Machine)
- Mađarski olimpijski odbor  Arhivirana inačica izvorne stranice od 1. listopada 2011. (Wayback Machine) Profil